# 6-я Ленинградская партизанская бригада
6-я Ленинградская партизанская бригада была создана на базе 1-го полка. Формировалась в первых числах октября 1943 года на территории Плюсского района Ленинградской (ныне — Псковской) области на основании распоряжения начальника Ленинградского штаба партизанского движения № 60219 от 20 сентября 1943 года о преобразовании полков 2-й ЛПБ в самостоятельные партизанские бригады. Командиром 6-й бригады был назначен Виктор Павлович Объедков, комиссаром — Виталий Дмитриевич Зайцев. За месяц численность бригады удвоилась и вскоре составила более 1830 бойцов.

## Бои бригады

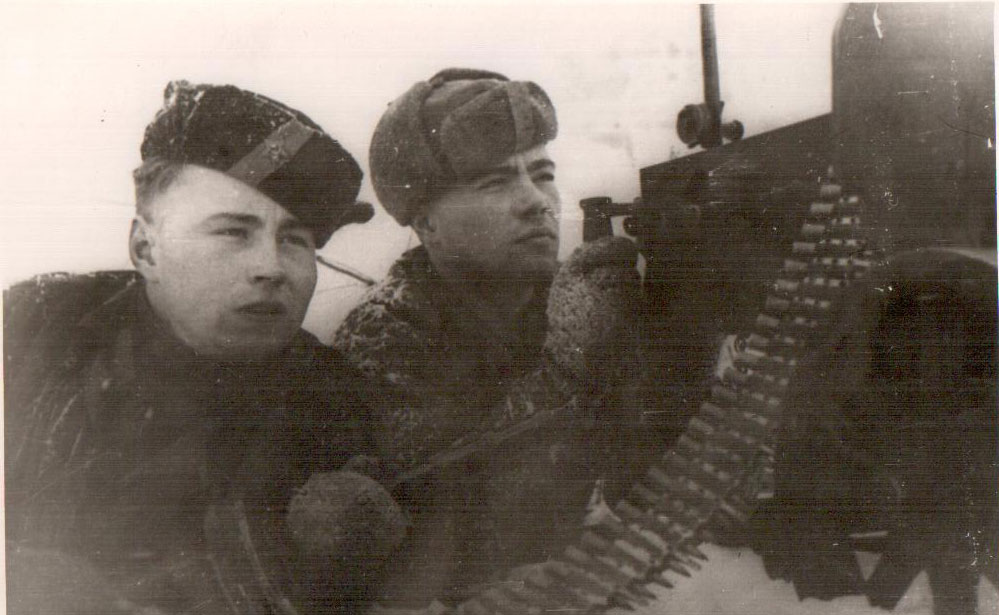
Бойцы бригады

- В ночь на 1 августа 1943 года – разгром Плюсского гарнизона немцев.
- Днём 17 сентября 1943 года – «рождественский подарок» оккупантам - разгром вражеских гарнизонов в поселке Любочажье и деревне Черенок Осьминского района.
- 18 октября бойцы бригады разгромили немецкий гарнизон на станции Плюсса, подорвали 2 воинских эшелона противника, разрушили путевое хозяйство и освободили от угона в Германию до 1000 советских граждан.
- В ночь на 16 января 1944 года отрядами 6-й ЛПБ был совершён налёт на станцию Мшинская.

Гитлеровцы направили специальный поезд, чтобы отбить станцию. В дневнике боевых действий группы армий «Север» в связи с этим говорилось: «Партизаны в ночь на 16 января напали на ж/д станцию Мшинская. Все специальные здания разрушены. Рельсы и стрелки повсюду взорваны».
Два других отряда в эту же ночь напали на станцию Серебрянка и подорвали здесь 2 эшелона с техникой врага.

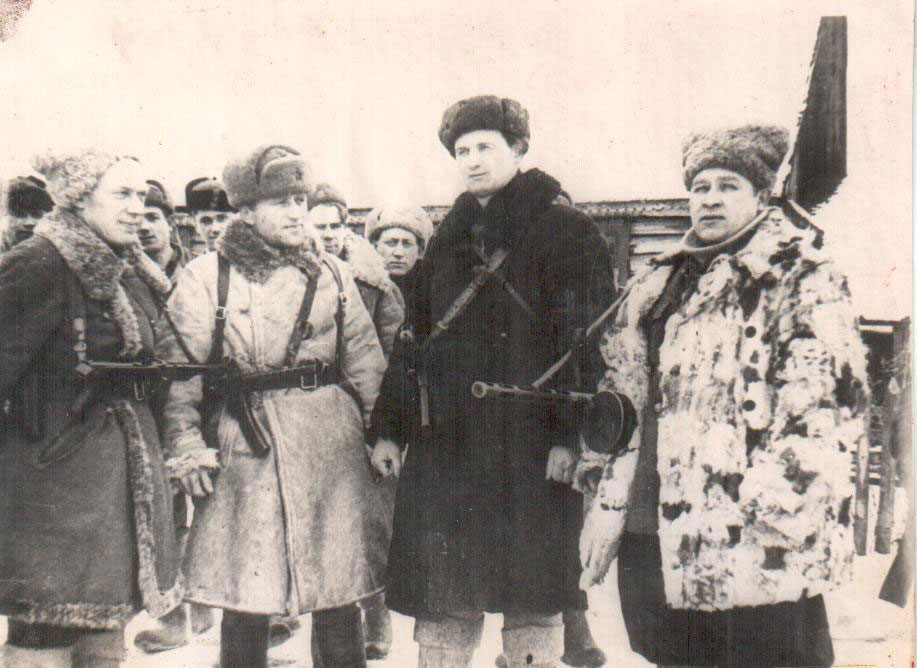
Члены партизанского военного совета (слева на право):
Полковник Рачков, подполковник Трощенко, комиссар 9-й бригады Дмитриев И.Д., командир 6-й бригады Объедков В.П. - февраль 1944 года.

- В ночь на 3 февраля 1944 года – вторичный разгром немецкого гарнизона в посёлке на станции Плюсса, где сосредоточились резервы для контрудара по наступавшим советским войскам.

Во время шестичасового боя было убито 400 гитлеровцев. Партизаны уничтожили станцию со всеми её пристройками, 760 рельсов, 60 автомашин и 30 повозок с различным военным имуществом. После этого налёта важная для врага станция была окончательно выведена из строя.
- 3 февраля партизаны 6-й бригады преградили путь и вступили в бой с одной из колонн врага численностью 3000 солдат и офицеров, спешившей от станции Плюсса на север к деревне Лышницы. После пятичасового боя вражеская колонна с большими потерями вынуждена была отступить к Плюссе.
- 9-15 февраля 1944 года – кровопролитные бои за большак и деревни Лышницы – Нежадово – Вяжищи – Островно, окончательное освобождение этих населённых пунктов.
- 16-18 февраля 1944 года битва за деревни Малое Захонье, Тушитово, Манкошев Луг и вместе с частями 46-й Лужской стрелковой дивизии полное изгнание гитлеровских захватчиков из Плюссы.

## Движение состава
- На 10 октября 1943 года – 578 человек
- На 10 ноября 1943 года – 1149 человек
- На 10 декабря 1943 года – 1696 человек
- На 10 января 1944 года – 1733 человек
- На 10 февраля 1944 года – 1246 человек